# Амико ди Сандро
Друг Сандро (итал. Amico di Sandro) — условное прозвание, «не имя» предполагаемого живописца периода кватроченто — раннего итальянского Возрождения, придуманное в 1899 году историком искусства Бернардом Беренсоном для обозначения круга неатрибутированных произведений, близких по стилю и манере выдающегося художника Сандро Боттичелли.
Эти произведения также демонстрируют сходство с картинами Доменико Гирландайо, Филиппино Липпи, Антонио дель Поллайоло, Бартоломео ди Джованни, Якопо дель Селлайо. Благодаря критическому обсуждению такого предположения были атрибутированы многие произведения ранее неизвестных авторов, например Филиппино Липпи, который работал с Боттичелли около 1472 года, и его ранние работы находились под влиянием его стиля, прежде чем он разработал свой собственный.
«Не-имя», созданное Беренсоном, по-прежнему представляет интерес для историков искусства, как показывает новое издание статей Беренсона. Создание «не-имени» остаётся примером того, как Беренсон продвинул критическое изучение неатрибутивных произведений на раннем этапе изучения истории искусств.